# Haplogrupo L1 (ADNmt)

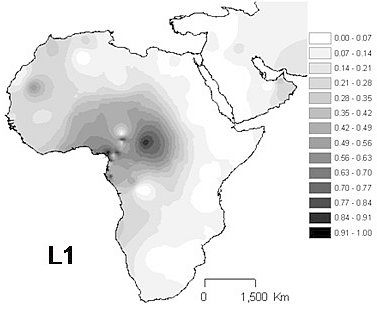
Distribución espacial proyectada del haplogrupo L1 en África.

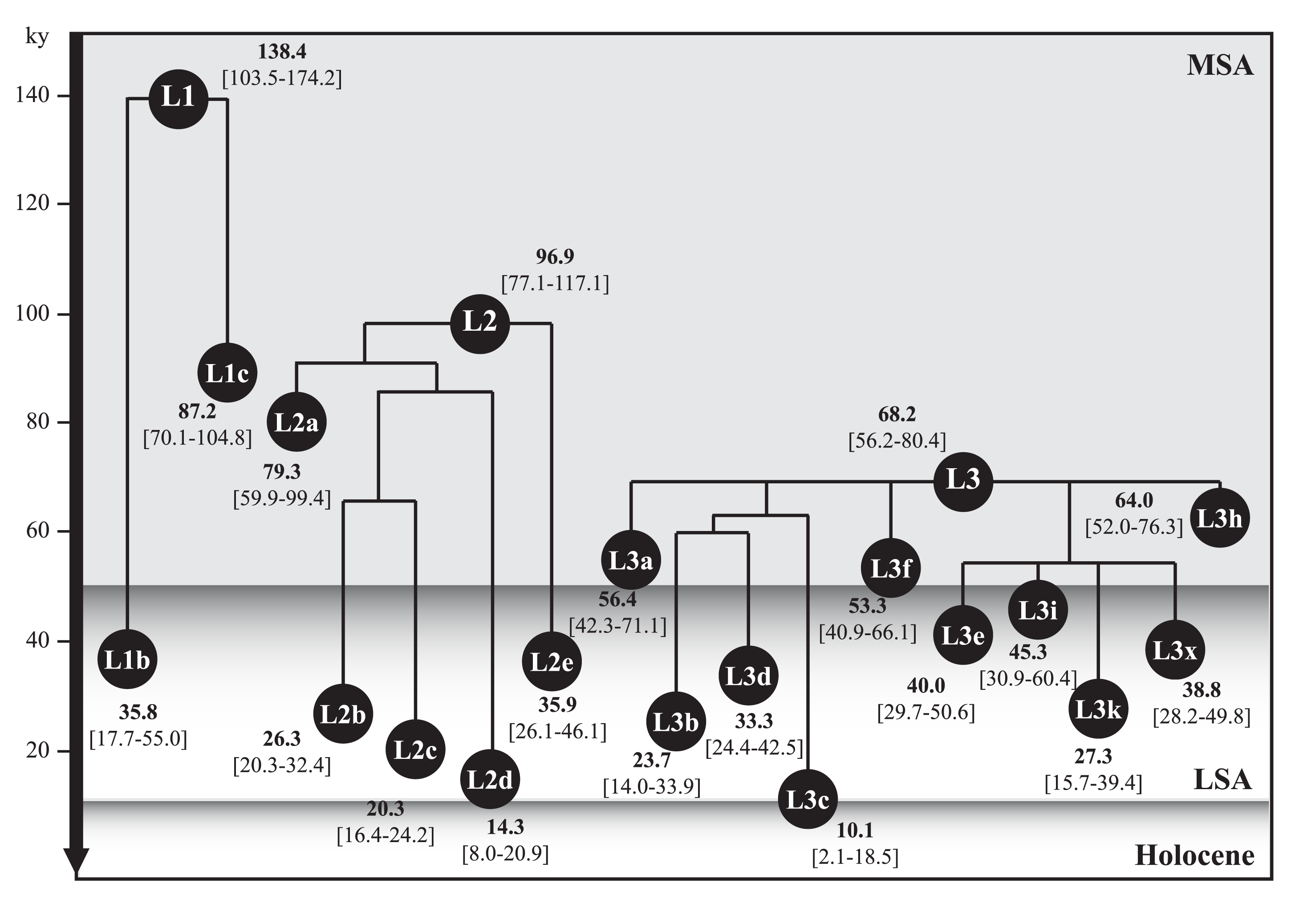
Árbol genealógico del Haplogrupo L1.

En genética humana, el Haplogrupo L1 es un haplogrupo de ADN mitocondrial de origen africano que se encuentra principalmente en el Oeste y parte central del África subsahariana y es predominante en los pigmeos occidentales mbenga del África Central (aunque ausente en los pigmeos orientales mbuti). Algunas de sus ramas (L1d, L1k, L1a, L1f) han sido recientemente reclasificadas dentro del haplogrupo L0 como L0d , L0k, L0a y L0f. 
Inicialmente se consideró a L1 como el más antiguo, descendiente inmediato de la Eva mitocondrial y como ancestro de todos los demás haplogrupos; sin embargo se ha redefinido de tal manera que su relación con los grupos cercanos y subgrupos se resume del siguiente modo:
| L1 | \| \| L1b \| \| \| \| \| \| L1c \| \| \| \| |
|    | \| \| L1b \| \| \| \| \| \| L1c \| \| \| \| |
|    | L2-6                                        |
|    |                                             |
|    | L1b                                         |
|    |                                             |
|    | L1c                                         |
|    |                                             |

|  | L1b |
|  |     |
|  | L1c |
|  |     |

| L1 | \| \| L1b \| \| \| \| \| \| L1c \| \| \| \| |
|    | \| \| L1b \| \| \| \| \| \| L1c \| \| \| \| |
|    | L2-6                                        |
|    |                                             |
|    | L1b                                         |
|    |                                             |
|    | L1c                                         |
|    |                                             |

|  | L1b |
|  |     |
|  | L1c |
|  |     |

## Origen
El haplogrupo L1 tiene gran antigüedad, de 125.000 a 150.000 años, con un origen probable en África Central u Occidental, aunque se encuentra distribuido por toda África. L1c, con unos 100.000 años de antigüedad, es el clado L1 más antiguo con un probable origen en África Central, ya que es en los pigmeos occidentales donde actualmente encontramos la mayor diversidad y frecuencia.

## Distribución
El haplogrupo L1 (3666, 7055, 7389, 13789, 14178, 14560) es común en toda el África subsahariana, con las mayores frecuencias en el África Central. 

### L1b
Más frecuente en África Occidental en Senegal 17-20% y en Níger/Nigeria 15%. Presente en África del Norte y África Oriental. Pequeñas frecuencias en el resto de África y parte del Cercano Oriente.
- L1b1a[3]
  - L1b1a2: Encontrado en beduinos, en Egipto y Etiopía.
  - L1b1a3: En Portugal, Makrán, en los ibo.
  - L1b1a4: En los san, fulani.
  - L1b1a5: En Chipre, Mauritania.
  - L1b1a6: En África Occidental.
- L1b1b: Encontrado en los fulbe de Burkina Faso.

### L1c
Se distribuye en toda el África Subsahariana pero especialmente en África Central(ver mapa). Es predominante en los pigmeos babinga tales como los biaka con 77%, babenzelé 97% y bakola 100%; en los baka de Camerún 90% y baka de Gabón 97%. En los pigmeos bakoya 97%, babongo 82%, tikar 100%; además es común entre bantúes y bantoides del África centro-occidental, por ej. los benga, eshira, fang. Común en el África Central, en Santo Tomé 20%, en Angola 16-24%, en los bassa 24%, bateke 14%, ngoumba 14% y ewondo %14.
- L1c1'2'4'6
  - L1c1: En los pigmeos baka 72%, bakola 100%, mbenzelé 88%, biaka 53%. En los ewondo 14%.[7]
    - L1c1a: En el África Central está en pigmeos occidentales con 53% y bantúes agricultores 11,5%.[6] Es muy común en Camerún, Centroáfrica y Gabón, y ha sido encontrado en los san (Sudáfrica).[3]
    - L1c1b: En el África Central está en pigmeos occidentales con 30% y bantúes agricultores 9%, está en los pigmeos babongo.[6]

  - L1c2'4
    - L1c2: En los bassa 13%, en los kĩkũyũ, khoi, san, baka, dama. En Angola 10% y en Santo Tomé 6%. Presente en Sudáfrica, Mozambique, Etiopía, Siria y Portugal.
    - L1c4: En pigmeos occidentales (babinga, biaka). En los duma (Gabón), lisongo.

  - L1c6: En los galoa (Gabón).
- L1c3 
  - L1c3a: Encontrado en Mozambique, Egipto, Mauritania, Sudáfrica, Guinea-Bissau.
  - L1c3b'c
    - L1c3b: En los fang (África central), tsonga shangaan (Mozambique), árabes de Marruecos.
    - L1c3c: En los makina (Gabón)
- L1c5: En los galoa (Gabón)